# Ashampoo Snap
Snap ist ein Bildschirmerfassungsprogramm des Herstellers Ashampoo. Mit der Software lassen sich Screenshots (Bildschirmfotos) und Videoaufnahmen vom Bildschirm erstellen.
Im Jahr 2006 wurde die erste Version mit dem Namen Ashampoo Magical Snap 1 veröffentlicht und ist in den letzten Jahren kontinuierlich weiterentwickelt worden. Im Jahr 2009 wurde der Name auf Ashampoo Snap geändert.
Mit dem Programm lassen sich alle Inhalte als Screenshot oder Video festhalten.
Die Fotos können nachbearbeitet und Grafiken, Text oder Effekte eingefügt werden. Zu den Funktionen zählen multi-linguale Texterkennung, Speichern in der Zwischenablage und automatische Nummerierung.
Bilder oder Videos können gespeichert, geteilt oder in der Cloud gespeichert werden. Videos können in einem eigenen Editor geschnitten, verbunden und in Episoden gespeichert werden. Eine schnelle GIF-Erstellung aus beliebigen Video-Parts ist ebenfalls möglich. Screenshots gelingen auch aus Spielen im Vollbild-Modus.
Version 12 bietet unter anderem eine neue Multifunktionsaufnahme-Funktion. 